# Galații Bistriței
Galații Bistriței è un comune della Romania di 2529 abitanti, ubicato nel distretto di Bistrița-Năsăud, nella regione storica della Transilvania.
Il comune è formato dall'unione di 5 villaggi: Albeștii Bistriței, Dipșa, Galații Bistriței, Herina, Tonciu.